# Гутьеррес, Алексис
Алексис Асаэль Гутьеррес Торрес (исп. Alexis Hazael Gutiérrez Torres; род. 26 февраля 2000, Леон, Гуанахуато) — мексиканский футболист, полузащитник клуба «Крус Асуль».

## Клубная карьера
Гутьеррес — воспитанник клуба «Гвадалахара» и «Крус Асуль». 28 апреля 2019 года в матче против Лобос БУАП он дебютировал в мексиканской Примере в составе последних. 26 июля 2020 года в поединке против «Сантос Лагуна» Алексис забил свой первый гол за «Крус Асуль». В 2021 году игрок стал чемпионом страны. В 2022 году Гутьеррес на правах аренды за дублирующий составе «Гвадалахары». По окончании аренды игрок вернулся в «Крус Асуль».

## Международная карьера
В 2017 году в составе юношеской сборной Мексики Гутьеррес выиграл юношеский чемпионат КОНКАКАФ в Панаме. На турнире он сыграл в матчах против команд Сальвадора, Ямайки, Панамы, Коста-Рики и дважды США.
В том же году Гутьеррес принял участие в юношеском чемпионате мира в Индии. На турнире он сыграл в матчах против команд Ирака, Англии, Чили и Ирана.
В 2018 году в составе молодёжной сборной Мексики Лопес принял участие в Молодёжном чемпионате КОНКАКАФ. На турнире он сыграл в матчах против молодёжных команд Сен-Мартена, Гренады, Арубы и Панамы.

## Достижения
Клубные
 «Крус Асуль»
- Победитель чемпионата Мексики — 2021

Международные
 Мексика (до 17)
- Победитель Юношеского чемпионат КОНКАКАФ — 2017